# Kanada i olympiska sommarspelen 1960
Kanada deltog i de Olympiska sommarspelen 1960 i Rom, Italien. 85 deltagare, varvid det var  74 män och 11 kvinnor, de deltog i 77 olika tävlingar i 14 sporter.

## Medaljörer

### Silver
- Donald Arnold, Walter D'Hondt, Nelson Kuhn, John Lecky, Kenneth Loomer, Bill McKerlich, Archibald McKinnon, Glenn Merwyn, and Sohen Biln — Rodd, Åtta med styrman

## Friidrott
Huvudartikel: Friidrott vid olympiska sommarspelen 1960

## Boxning
Huvudartikel: Boxning vid olympiska sommarspelen 1960

## Brottning
Huvudartikel: Brottning vid olympiska sommarspelen 1960

## Simning
Huvudartikel: Simning vid olympiska sommarspelen 1960

## Fäktning
Huvudartikel: Fäktning vid olympiska sommarspelen 1960

## Tyngdlyftning
Huvudartikel: Tyngdlyftning vid olympiska sommarspelen 1960

## Skytte
Huvudartikel: Skytte vid olympiska sommarspelen 1960

## Segling
Huvudartikel: Segling vid olympiska sommarspelen 1960

## Rodd
Huvudartikel: Rodd vid olympiska sommarspelen 1960

## Gymnastik
Huvudartikel: Gymnastik vid olympiska sommarspelen 1960

## Ridsport
Huvudartikel: Ridsport vid olympiska sommarspelen 1960

## Simhopp
Huvudartikel: Simhopp vid olympiska sommarspelen 1960

## Cykling
Huvudartikel: Cykling vid olympiska sommarspelen 1960

## Rodd
Huvudartikel: Rodd vid olympiska sommarspelen 1960